# Pseudoagnara abdalkurii
Pseudoagnara abdalkurii là một loài chân đều trong họ Agnaridae. Loài này được Taiti & Ferrara miêu tả khoa học năm 2004.